# Арбузинка
Арбузи́нка (до 1812 року Гарбузинка) — селище в Україні, у Первомайському районі Миколаївської області. Центр Арбузинської селищної громади. Розташоване на річці Арбузинці, за 4 км від залізничної станції Кавуни.

## Назва
Восени 2021 року уповноважений із захисту державної мови Тарас Кремінь звернувся до керівників низки органів місцевого самоврядування (зокрема, Арбузинки) з закликом привести у відповідність до законодавства назви населених пунктів, які не відповідають українському правопису і наслідують російську мову.

## Географія
У селищі Балка Козина, Балка Кам'яна та Балка Кінська впадають у річку Арбузинку

## Історія
У XV столітті литовський князь Вітовт розгромив татар, збудував на Південному Бузі фортеці Соколиць (поблизу Вознесенська) та Баликлей (нижче Вознесенська). Біля цих фортець почали селитись литовці, які поселились і на місці де розташована Арбузинка, у гирлі Литовської балки, від чого й балка називається Литовською.
У 1480-х роках кримський хан Менґлі I Ґерай розбив литовців, а фортеці Соколиць та Баликлей пограбував. Литовське поселення пішло. Частина литовців залишилась. Це було видно з того, що досі в Арбузинці збереглися прізвища Литвиненко, Литвин з українським закінченням. Ще за литовців на річці Південний Буг поселились молдовські племена Будтакі. В XV столітті частина Будтаків переселилась з Костянтинівки.
Вони поселилися від литовців на південь по річці. Тепер вона називається молдаванщиною. Татари їх не чіпали і вони залишились жити на місці. З посиленням кріпацтва в Польщі, Литві, Росії, Україні і Молдові сюди почали стікатись втікачі. Частина їх поселилась біля литовців, а частина розселилась по балках.
Так, по річці Арбузинка, у бік Садового поселились Бойко та Козинець, інші, до Мар'янівки — Козинець, Петрушенко, і Кулик. По Козиній балці поселились: Пишенін, Майков, Кнут, Мошур, Перков та інші, по Осиковій — Матрієнко, Мягкий та інші. Їх нащадки володіли цими хуторами до самої революції. Тут до останнього часу збереглися сліди жителів на місці впадання Козиної балки в річку між селом і рязянщиною, нижче колишньої Сідневої греблі і біля Вергейкіної криниці.
В 1780 році тут була поселена частина гагаузького козацтва, де тепер проходить вулиця Учительська. 1782 року сюди були переселені кріпаки, відібрані в казну у Києво-Печерській Лаврі. Вони розселялись по теперішній вулиці Шевченка. Поповнилось село і втікачами з кріпацтва. В 1809-10 роках в Арбузинку прибули козаки з Полтавської губернії. Із всього цього населення в 1818 році було організоване військове поселення, жителів почали називати військовими поселянами Бугської уланської дивізії. Село до 1812 року називалось Гарбузинка, потім Арбузинка. Спочатку це було казенне село Ольвіопольского повіту Херсонської губернії, потім військовим поселенням, поселяни відносились до військового відомства і не були кріпаками.
Життя поселенців було тяжким. Ні переселенці, ні втікачі, ні козаки й гайдамаки не мали достатньо робочої худоби, інвентарю та грошей на їх купівлю. Не вистачало і посівного матеріалу.
Основною робочою худобою були воли. Інвентар був примітивним. Дерев'яний плуг з залізним лемешем, у який потрібно було запрягати три пари волів, рало — мало вигляд граблів з п'ятьма зубцями з залізними наконечниками. У нього впрягалася одна пара волів.
Ці знаряддя не орали, а тільки дряпали землю. Замість зерна виростали бур'яни, що призводило до частих неврожаїв та голодувань. На допомогу голодним в час голодувань створювались страхові фонди «Засипка». Кожний двір мав внести за кількістю осіб в родині щороку частину врожаю зі своїх посівів. Це лягало важким тягарем на родину, бо не вистачало для годування своєї родини. «Засипки» жодної допомоги не надавали, бо за «засипками» не було нагляду і вони розтринькувалися.
Керував селом сільський староста, якого призначав командир полку. Староста підпорядковувався у громадянських справах тільки командиру полку, фактично господарем села був осавул — командир ескадрону.
Село поділялось на сотні, а сотні на десятки. На чолі сотні був сотник, а десятки — десятник. Родини старости, сотників, десятників були звільнені від праці в казну. Ці родини увесь тиждень працювали на себе вдома, внаслідок чого починали збагачуватись.
Бідні позичали в них хліба, худобу, інвентар та гроші. Запозичення бідняки мали відпрацювати. Крім того, підлеглі, щоб задобрити керівництво, мали час від часу працювати на нього. Бідні люди щораз більше убожіли. Почалося посилене класове розшарування. Судів не було. Існувало тілесне покарання різками чи ланцюгами.
Шкіл зовсім не було. Населення було неписемне. В 1797 році була збудована дерев'яна церква. 1776 року військове поселення було ліквідовано, забрали з постою солдатів, але стан не змінився.
Так було до визволення селян, до 1861 року. В 1858 році було проведено перепис населення — ревізія. В книгу були записані всі господарства села з поіменним і віковим складом кожної родини.
Книга була прошнурована і скріплена полковою печаткою. Називалась вона Ревізакою (казкою) військового поселення Арбузинки. 18 лютого 1861 року селяни були звільнені від кріпацтва. Звільнили і наділили селян землею. Наділення земель в Арбузинці відбулося так: із ревізької казки посімейно вибирали все чоловіче населення, незалежно від віку і національного походження, наділили наділом, який складався з 8 десятин землі. На землю селяни розбагатіли. Родини були великі, багатодітні, до 10-12 і більше душ. Половина було чоловіків, а в деяких сім'ях і більше. На родину приходилось від 4 наділів до 12, тобто 32 десятини — 96 десятин.
Так щедро нагородили через те, що в межах села було багато землі. Після наділення селян землею залишалось багато вільної, не розданої землі. Ці землі залишались за казною. Вона одержала назву казенно-оброчної.
В Арбузинці виявилось дві ділянки. Перша ділянка від теперішнього села Садове до Любоіванівки. Вона називалася Корабельно-Арбузинською казенно-оброчною статтею № 1. Після, на ній поселилось село Садове (Романівка), назване на честь прізвища царя. Частина її була продана Чмирю, Сплавцу, Дешко, Пишеніну. Вони побудували там економії.
Другу ділянку названо Арбузинською казенно-оброчною статею № 2. Пізніше, на ній поселились села Мар'янівка та Полянка. Частину її роздали солдатам, які дослужували термін служби, але залишались жити тут, наділяли вже 5 десятин. Солдати утворили хутір Осикова Балка.
За одержану землю селяни мали платити впродовж 49 років викуп. Наділена земля залишалась в загальному користуванні, тобто землею користувалось кожне господарство, а за викуп відповідало село-община в цілому. У випадку невиплати окремими господарствами викупних, громада мала право землю у них відібрати. Передати тим, хто міг її оплатити. Селяни одержали свободу і багато землі, а жити стало ще гірше. Землю обробити було нічим. Не було робочої худоби, інвентарю та насіння.
За землю потрібно було платити викупні, від кожної десятини, податки на утримання сільського, волосного, повітового і губернського управління, страховки, вносити хліб у засипку. Земля лежала незасіяна, платити було нічим. Викупні платежі та податки отримувались найжорстокішим способом.
Сільський староста, у того, хто не сплачував, забирав все і продавав з молотка. Били різками чи взимку виводили на річку до ополонки. Роздягали догола, обливали водою і тримали мокрого на морозі. Біднякам доводилось йти в найми до куркулів.
Колишні старости, сотники, десятники та інші підлабузники при казні розбагатіли, у них було достатньо робочої худоби, інвентарю, хліба та грошей. Їм вже стало мало своєї землі та робочих рук.
Даючи в позику біднякам робочу худобу, інвентар та насіння для посіву чи гроші на виплату викупу, вони примушували бідних людей виплачувати позики та послуги не грошима, а відпрацьовувати їх чи віддавати частину землі.
Відібрана сільським судом земля у того, хто не платив, у більшості, їм же вона і наділялася, так як вони могли сплачувати за неї, підпоювати старост і писарів.
Так, в Арбузинці розбагатіли Пишеніни, Дешко, Чмир; потім, ті, хто купив Корабельно-Арбузинську казенно-оброчну землю і побудували економії. Козинці, Жовтобрюхи, Каздоби, Андрієнки, Литвиненко, Соколов, Матвієнко та інші. Більшість з них закупили землі у поміщиків і утворили хутори: Новий Ставок, Новий Фонтан, Метелички, інші брали землю в оренду у поміщиків і виселялись в селі Олейникові. Деякі скупили по багато землі у бідних і осіли в Арбузинці. В 1890-х роках селяни одержали право продавати свої наділи. Бідні люди почали продавати землю куркулям і йшли в міста на заробітки і почали наймитувати у поміщиків та куркулів чи йшли в Сибір на вільні землі, шукати щастя.
За даними 1859 року Гарбузинка налічувала 465 дворів, населення становило 2951 осіб (чоловіки — 1492, жінки — 1459), існувала православна церква. Село зазначене як «село южных поселенцев»(рос.).
Село розширювалося. В 1890-х роках за енциклопедичним словником Брокгауза і Єфрона в Арбузинці налічувалося 840 дворів, 4882 душі населення обох статей, церква православна, одна школа, винний склад і 8 крамниць.
У 1896 році Гарбузинка належала до Костянтинівської волості Лисаветградського повіту Херсонської губернії.
До 1905 року вже з'явились цілком безземельні селяни. У революцію 1905 року бідняки почали відбирати свої землі у куркулів. Куркулі-поміщики Пишенін та інші викликали козаків. Вони розмістились в економії Пишеніна в кількості одного ескадрону. По наказу куркулів козаки ловили бунтарів і били їх нагайками. Бідняки виступали неорганізовано, стихійно. Не було керівників і точної мети. Реакція збільшилась, у селі з'явилась організація чорносотенців «Союз російського народу». Після поразки революції 1905 року класове розшарування збільшилося ще більше.
З'явились столипінські відрубними. Куркулі щораз більше скуповували землю у бідноти та багатіїв. Незаможні ж, позбавлені землі, пролетаризувались. Під виглядом випивок організовували політичні кружки. Під час однієї випивки Ікленко Омельян виколов на портреті очі царю Миколі ІІ. Шпик, дружина Погуци Максима, донесла поліції. Ікленка судили і вислали.
З 1909 року по 1914 рік будувалась залізниця. На її будування прибуло багато робітників з різних міст Російської імперії. Прийшло багато на роботу і сільської бідноти. Тут вони у робітників дізнались багато, багато чому навчились. Виникло багато нових «кружків» вже більш ідейних.
Війна 1914—1918 рр. призвела до ще більшого розшарування. На війну забирали всіх працездатних чоловіків. Вдома залишались старі люди, жінки та діти. Працювати було нікому. Земля залишалась незасіяною, а податки на війну збільшувалися. Багато чоловіків на війні загинуло. Біднота банкрутувала. Це було на руку спекулянтам. Вони за безцінь скуповували землю, худобу та інше майно. На воєнних постачаннях вони дуже наживались.
Повернувшись з фронту, солдати приносили зброю, організованість та революційні ідеї.
1917 року село входить до складу Української Народної Республіки.
У січні 1918 року бідняки, які прибули з фронту, організували революційний комітет. На чолі нього став фронтовик Петро Седин. При комітеті із фронтовиків організували збройний загін з 100 чоловік.
Комітет почав відбирати у куркулів худобу, інвентар, землю та роздавати бідним. Комітет проіснував до квітня 1918 року. У квітні до Арбузинки почали підходити німецькі та гетьманські війська. Седин із загоном приєднався до тих, хто проходив через село. У бою з німецькими та гетьманськими військами на станції Цибулівка весь загін загинув. Що сталось із Сединим, невідомо.
Влада в селі перейшла в руки української влади. За часів Української Держави, поміщик Тангауер та інші заможні селяни оцінили відібране у них комітетом майно та опис з оцінкою передали німецькому командуванню. До Гарбузинки прибув німецький загін, зібрав на базарній площі все село. Він наклав на село контрибуцію 36000 рублів золотом. Бунтарів матроса Дикусара та Андрія Запорожця (Петрушенко) поклали на бочку і висікли по 50 ударів. Контрибуція повинна була бути сплачена за 24 години. Для виплати контрибуції селян примусили продавати навіть хати. Так були продані хати Козинця Івана та Абрамич Юхима.
Українська влада організувала в селі Волосну Земельну Управу, Омеляна Ікленка обрали головою волосної земельної управи, де він і протримався до приходу до влади більшовиків. Біднота почала підпільно організовуватись. У м. Вознесенську Юхим та Михайло Синякові, Никифор Урсулов, Філоненко, Бабенко, Єнифонов, Федоров, Горський та інші почали організовувати партизанські загони та нападати на українські підрозділи Державної Варти. У ці загони увійшло багато бідних з Арбузинки.
У Гарбузинці в центрі організувалась підпільна організація більшовиків. До них увійшли вчителі Гуренко Прохор, Миняйло Гнат, Синчикул Петро та Косячний Петро. Від населення Диба Клементій, Живанов Олександр, Тригуб Федір, Костюк Прокофій, Яковлев Савелій, Сердюк Сергій, Козинець Іван, Медвінський Монтій, Присніцький Петро та інші.
По околицях села були свої підпільні організації, але вони ні з ким не зв'язувались, а переважно входили до Вознесенських партизанських загонів і пам'яті про себе не залишили.
У лютому 1919 року більшовики взяли Гарбузинку, витіснивши війська Української Народної Республіки. Підпільний комітет більшовиків взяв владу у селі в свої руки. Організував волосний виконком. Головою був обраний Погуца Петро, заступником Резніченко Іван, секретарем Присніцький Петро, заст. земвідділом — Диба Клементій, начальник міліції — Сердюк Сергій, голова комбіди — Тригуб Федір, заступниками — Конух Тит, агітпром — Іванюта Олексій. Колишній підпільний комітет з себе організував підпільну ячейку. Але партійна ячейка не була досить оформлена. З Вознесенська приїздив секретар повітового комітету партії Т. Філоненко. Проводив збори, але ніде не зареєстровано ячейку. В квітні 1919 року відбулася перестановка. Головою повітвиконкому вибрали Дибу Климентія, секретарем Синчикула Петра, Присніцького призначили військкерівником повітвиконкому. Виконком почав відбирати у заможних селян землю, робочу худобу, інвентар та посівний матеріал і роздавати бідним.
Допомагав прибулим із загоном Зубовича відбирати у поміщиків та заможних селян хліб для Червоної Армії та робітників з економії Окснара та Даунгауера, організували два державних господарства і підкорили їх повіт військкому. Командиром колишньої економії був призначений Черешня Федір (в економії Окснара), а в економії Даунгауера — Медвінський Монтій.
При повіт військкомі був організований загін із 20 чоловік. Командиром був призначений Козинець Олексій. У Вознесенську із партизанських загонів організовувались І-й та ІІ-й Вознесенські полки. Першим командував Урсулов Никифор. Командир другого полку невідомий. Ці полки увійшли до складу регулярних військ. До них влилося багато арбузинських партизан. Пізніше туди був відправлений і загін Козинця. Ці полки вели боротьбу з військами Антанти, які йшли з Одеси на Вознесенськ. Війська Антанти були розбиті і відкинуті в Чорне море. Наприкінці липня 1919 року під Одесою спалахнуло антибільшовицьке повстання. Докотилось воно і до Гарбузинки. Почалось воно з Костянтинівки.
В Гарбузинці повстання очолили Богачов Федір, Суховій Іван, Торба Федір, Старченко Федот та інші.
У серпні 1919 село захопили денікінці. Вони грабували населення, відбирали у найбідніших селян землю, жорстоко знущалися над мешканцями Гарбузинки, замучили більшовицьких активістів А. С. Жіванова, А. П. Козинця, П. А. Сіднеї та інших. Селяни всіляко зривали мобілізацію в денікінську армію. Щоб залякати непокірних, кати розстріляли П. К. Шевченко, палили хати. Матеріальний збиток, завданий білогвардійцями мешканцям села, за неповними даними, перевищив 25 тис. рублів.
30 січня 1920 війська 45-ї дивізії Червоної Армії знов захопили Гарбузинку. Наступного дня був створений волосний ревком, який в кінці березня передав свої повноваження новообраному Раді селянських депутатів.
Сільрада і комнезам, організований в червні 1920 р., мобілізували актив Арбузинки, надавали допомогу сім'ям червоноармійців, забезпечували виконання продрозкладки. Коли в Арбузинка прибув для заготівлі зерна продовольчий загін, комуністи і комсомольці села створили групу сприяння йому. Зібраний хліб відправляли червоним обозом на станцію Кавуни, а звідти — голодуючим Петрограда, Москви. Комсомольці створили первинну організацію товариства «Друзі дітей», збирали для дітей-сиріт гроші, одяг і продовольство.
Найшвидшому відновленню сільського господарства сприяло проведення нової економічної політики. У 1921 р. в Арбузинці була утворена прокатна станція. У наступному році організувалося сільськогосподарське кредитне товариство, членами якого стали більше 440 селян. Товариство отримало фінансову допомогу від держави у сумі 38 тис. крб. На ці гроші були придбані сівалки, жниварки і посівний матеріал. Діяльність кредитного товариства сприяла поступовому переходу селян до виробничого кооперування. У 1924 р. в селі виникло перше товариство спільної обробки землі, куди вступили 22 сім'ї. Товариство мало близько 120 десятин землі, за рахунок державного кредиту набуло трактор.
З ініціативи сільської Ради в Арбузинці на початку 1921 р. відкрилася лікарня на 15 ліжок, де працювали один лікар і два фельдшери.
Велика увага приділялася ліквідації неписьменності серед населення. Ентузіастом цієї справи виступила культурно-просвітницька секція Ради. У першій, відкритій в селі в 1920 р., радянській школі грамоти ім. В. І. Леніна навчалися (по вечорам) дорослі — близько 100 осіб. У тому ж році почала працювати початкова школа. Відвідувало її 250 дітей. 63 сироти, батьки яких загинули в період першої світової та громадянської воєн, жили в інтернаті, організованому при школі. У 1923 р. в селі почала працювати бібліотека, що мала спочатку 600 книг. Велику культурно-масову роботу проводили чотири хати-читальні і сільський клуб, відкритий в 1924 р. Тільки в перший рік роботи клубу тут було поставлено 28 вистав за п'єсами Карпенка-Карого, Г. Ф. Квітки-Основ'яненка, А. М. Горького. У 1925 р. в Арбузинці стала діяти й друга початкова школа. У цих школах у жовтні того ж року вже налічувалося 417 учнів. Їх навчали шість вчителів.

### Колективізація
За рішенням XV з'їзду ВКП (б) на колективізацію сільського господарства, 1927 року активісти села організували сільськогосподарську артіль «Паризька комуна», у яку увійшли 150 господарств. У 1929 р. виникли артілі «Свій труд», «Україна», «Перемога», «Червоний маяк», «Червоний Хлібороб» і «День колективізації», які об'єднали 643 господарства. У наступному році створюються колгоспи «Жовтень», ім. І. В. Сталіна, «Червоний партизан», у 1931 р. — ім. С. М. Будьонного, «Краще життя», «Заклик Леніна» і ім. Т. Г. Шевченка. До кінця 1932 р. колективізація в селі завершилася — було створено 14 колгоспів. Колективні господарства користувалися постійної матеріально-технічною підтримкою держави. У 1929 р. організувалася машинно-кінна станція, що мала кілька тракторів і машин, 550 робочих коней. За рік вона об'єдналася з Кавунівською машинно-тракторною станцією, які обслуговують всі Гарбузинські колгоспи. У МТС налічувалося тоді 43 трактора.
Організація колгоспів відбувалася в умовах жорсткого терору з боку влади. Найбільш злісні вороги колгоспного ладу були розстріляні або вислані за межі району.
У довоєнні роки в Гарбузинці діяло кілька підприємств. Наприкінці 1920-х років стали до ладу вальцовський млин і олійня. У 1929 р. введена в дію електростанція потужністю 55 квт. Більше 1 млн штук цегли щорічно випускав Гарбузинський цегельний завод. Працював найбільший в районі птахоінкубатор. Підвищувалися добробут, культурний рівень населення. У 1937 р. хлібороби отримали по 4-4,5 кг хліба і 2-3 руб. на трудодень.
Сільська Рада вживала заходів щодо поліпшення культурного і побутового обслуговування населення. Упорядковувалося село. Колгоспники і робітники будували добротні просторі будинки, криті черепицею і залізом. Молодь посадила парк. Напередодні війни село потопало в зелені.
Покращилося медичне обслуговування трудящих. При лікарні були створені санітарно-гігієнічна і хіміко-бактеріологічна лабораторії.
У 1934 р. в Гарбузинці відкрилася середня школа, у якій навчалося 350 учнів. Крім неї, працювали ще неповна середня і чотири початкові школи. Діти колгоспників і робітників отримали можливість навчатися у вузах і технікумах. Для підготовки кваліфікованих кадрів для місцевих колгоспів 1931 року в селі створено робітфак Одеського сільськогосподарського інституту. Факультет вузу, на якому навчалося більше 70 студентів, мав своє дослідне поле.
В 1932—1933 Гарбузинка потерпає від сталінського геноциду, метою якого було упокорення українського селянства. Під час організованого радянською владою Голодомору 1932—1933 років померло щонайменше 138 жителів селища.
У 1933 р. в селі відкрився новий будинок культури. Почалася демонстрація звукових фільмів, перед сеансами проводилися тематичні бесіди. У будинку культури працювала музична школа. Громадські ради, сім бібліотек систематично проводили вечори запитань і відповідей, організовували художньо-літературні вистави, вечори музики, пропагували передовий досвід колгоспного виробництва.
У досягненні значних успіхів в економіці і культурному будівництві велика роль належала партійним організаціям, яких у селі налічувалося вісім. Райком партії створив вечірню партійну школу, де навчалося щорічно 15-20 слухачів. Діяла також сільська вечірня партійна школа. Випускники цих шкіл організовували на місцях гуртки політичної освіти комуністів, комсомольців і безпартійних. Працювали молодіжні політичні гуртки. Яскравим проявом інтернаціоналізму була «гаряча підтримка трудівниками Арбузинки боротьби трудящих капіталістичних країн». У 1938 р. тільки колгоспники артілі «День колективізації» зібрали 1410 руб. на допомогу пролетаріату Китаю та Іспанії.

### Німецько-радянська війна
Більшість чоловіків Гарбузинки в перші дні німецько-радянської війни було примусово мобілізовано на фронт до складу Червоної Армії. З наближенням лінії фронту з села було евакуйовано в східні райони країни цінне майно, обладнання, техніка, колгоспну худобу. 5 серпня 1941 року гітлерівські війська окупували Гарбузинку. Німці примушували населення з ранку до ночі працювати в так званих громадських господарствах. 733 юнаки і дівчата були вивезені на каторжні роботи до Німеччини. Мешканці Гарбузинки всіляко саботували накази гітлерівців. Восени 1942 р. в Гарбузинці була створена підпільна прорадянська організація, до складу якої увійшли Л. Б. Доценко, С. Б. Карпенко І. Л. Личкань, Н. К. Личкань, П. П. Шандра та інші. Підпільники здобували зброю, вели агітаційну роботу, писали і поширювали листівки. На чотирьох явочних квартирах вони переховували людей, яких німці мали намір відправити до Німеччини. Влітку 1943 р. організація готувалася встановити зв'язок з червоними партизанами, що діяли в лісах під Знам'янкою. Але підпілля було розкрито. Після звірячих катувань німецькі націонал-соціалісти розстріляли дев'ять комуністів, серед них Є. А. Кобузова, В. А. Курдасова, М. І. Лапко, Т. С. Саричева.
21 березня 1944 частини 57-ї армії (командувач генерал-лейтенант Н. А. Гаген) 3-го Українського фронту Червоної армії повернули радянську владу в Арбузинку. У боях під селом Бузьким Арбузинського району загинув Герой Радянського Союзу І. А. Бондаренко. Він похований в Арбузинці.
На фронтах Німецько-радянської війни на боці СРСР воювали 967 гарбузинців, з них 519 — втратили життя в бою, 452 було надано радянські урядові нагороди. Командир танка І. А. Торжинський «за сміливий рейд у глибокий тил ворога, за мужність і відвагу, проявлені в боях проти гітлерівців», присвоєно звання Героя Радянського Союзу. Г. В. Антоненко закінчив війну у званні підполковника, за ратні подвиги нагороджений орденами Вітчизняної війни 1-го і 2-го ступенів, Червоного Прапора, трьома орденами Червоної Зірки.

### Повоєнне відновлення
Вже наступного дня після звільнення села від гітлерівців відновили свою діяльність райком КП(б) України, виконкоми районної і сільської Рад депутатів трудящих. У вкрай складних умовах почалося відновлення зруйнованого господарства. Гітлерівці знищили всі млини, підірвали електростанцію, спалили середню школу, будинок культури, адміністративні будівлі колгоспів, розграбували колгоспні комори, тваринницькі ферми. В районі налічувалося лише 550 коней і 870 корів. «У моїй бригаді, — згадує колгоспниця артілі „День колективізації“ Д. А. Нетовкана, — працювали 80 літніх жінок, 2 старика і декілька підлітків. Орали і боронували власними коровами. Але і їх залишилося всього кілька голів. Було й таке, що жінки самі тягли по полю борони, Всі працювали самовіддано і вдень, і вночі, бо знали, що солдатам на фронті ще важче». Незабаром колгоспи отримали допомогу від братнього Казахстану — 500 голів великої рогатої худоби 200 коней, 600 овець. На заклик комуністів молодь створила кілька ударних бригад, які збирали і відновлювали сільськогосподарську техніку — жниварки, сівалки, плуги. Вдалося зібрати також кілька тракторів.
Влітку 1944 р. почала працювати Кавунівська машино-тракторна станція. Заклик гарбузинських колгоспниць Д. І. Русової та О. І. Чудзенко сісти за кермо трактора підтримали багато дівчат. Всі 14 Арбузинських колгоспів перевиконали план хлібозаготівель 1944 р. У фонд оборони країни район здав 1,1 млн пудів зерна. Цей успіх був досягнутий завдяки героїчній праці працівників колгоспних полів. У колгоспі «Перемога» на кінних жатках А. А. Прижигалінська, І. М. Пахаленко, С. С. Губрик скошували щодня по 7 га за норми 5. В'язальниці цього колгоспу М. Ф. Фесенко, Н. А. Мартин виконували норми на 200 відсотків. Артіль за дев'ять днів зібрала врожай на площі близько 400 га. Під час жнив 1944 комбайнер колгоспу «Україна» А. А. Ніколаєнко намолотив 12 тис. цнт хліба. У полі працювали, створивши свою бригаду, навіть учні.
Всі жителі Арбузинки вносили свої заощадження для потреб оборони країни. В одному тільки колгоспі «Паризька комуна» до 27-ї річниці Червоної Армії члени артілі внесли 37 тис. рублів.
Станом на час закінчення німецько-радянської війни колгоспи засіяли майже 100 відсотків довоєнних посівних площ. Відновили роботу промислові підприємства.
Поряд з відбудовою народного господарства, сільська та районна ради дбали про налагодження медичного обслуговування населення. У квітні 1944 р. відкрилася районна лікарня, у якій працювало 10 осіб медичного персоналу. На початок 1944/45 навчального року добре підготувалися середня, семирічна і шість початкових шкіл села. 1 вересня 1944 800 учнів сіли за парти.
Було проведено кілька масових недільників з відновлення культурно-освітніх установ. У відремонтованому клубі почали працювати драматичний, хоровий та танцювальний гуртки, знову стали демонструватися кінофільми. З лекціями на політичні теми виступали вчителі. Клубна агітбригада виїжджала на поля під час весняної сівби і жнив. В одній з кімнат клубу відкрили бібліотеку. У 1946 р. в районній бібліотеці налічувалося вже 1,2 тис. книг.
Самовіддано працювали радянські люди в роки першої післявоєнної п'ятирічки. У селі швидкими темпами розвивалася місцева промисловість. Щорічно перевиконували свої плани всі дев'ять цехів райпромкомбінат, швейно-шевська артіль «Перемога», харчокомбінат.
Вже в 1948 р. всі колгоспи Арбузинки перевершили довоєнний рівень виробництва продукції. У 1950 р. середня врожайність зернових становила 14,9 цнт з 1 га. У господарствах налічувалося 2183 голови великої рогатої худоби (у тому числі 512 корів), 2383 голови свиней, 1392 овець, 780 коней.
У 1950 р. в Арбузинці діяла районна лікарня на 50 ліжок з амбулаторно-поліклінічним закладам та пологовим відділеннями. У ній працювали 11 лікарів. Працювали середня, семирічна і чотири початкові школи, у яких навчалося 1316 учнів.

### Робота колгоспів
Економічному зміцненню колгоспів сприяло їх укрупнення. На базі 14 господарств протягом 1950—1951 рр.. було створено шість. У 1955 р. колгоспи села збирали по 20-22 цнт зернових з 1 га. Значно підвищилася продуктивність тваринництва. Доярка Є. В. Омельченко, наприклад, щорічно надоює по 3,2-3,5 тис. кг молока від кожної корови. У 1955 р. вона нагороджена орденом Леніна.
У 1956 р. шість Арбузинського колгоспів об'єдналися в два — ім. XX з'їзду КПРС і «Україна». За колгоспом ім. XX з'їзду КПРС було закріплено 10 855 га землі, у тому числі 9831 га сільськогосподарських угідь, з них 8968 га орних земель. Господарство мало 180 га садів, 89 га ставків і водойм, 501 га пасовищ. За колгоспом «Україна» закріпили 8415 га землі, з них 7654 га сільськогосподарських угідь, у т. 6938 га орних земель. Господарство мало в своєму розпорядженні 62 га садів, 51 га водойм. Створення великих господарств дозволило більш ефективно використовувати сільськогосподарську техніку, трудові ресурси, що в свою чергу спричинило за собою зміцнення економіки.
У 1957 р. господарства села одними з перших в районі завершили всі сільськогосподарські роботи і перевиконали зобов'язання. Обидва колгоспу як переможці соціалістичного змагання в 1957—1959 рр.. заносилися на обласну Дошку пошани.
Зміцнилася матеріально-технічна база колгоспів, зросла продуктивність праці колгоспників, підвищилися врожаї, надої молока. Близько 100 механізаторів колгоспу «Україна» у восьмій п'ятирічці оволоділи передовим досвідом роботи знатних механізаторів країни А. В. Гіталова і А. П. Рожко. За 40-50 цнт кукурудзи на зерно стали вирощувати механізовані ланки О. Т. Бебко, В. М. Скорика. Комплексній бригаді № 3 (бригадир А. Є. Тищенко) за високі стійкі врожаї пшениці, кукурудзи і соняшнику в 1966 р. присвоєно звання колективу комуністичної праці. Ударником комуністичної праці став комуніст чабан Н. Н. Сербенко, який в 1964 р. отримав по 106 ягнят від 100 вівцематок і настриг по 3 кг вовни від кожної вівці. Високих результатів у розвитку сільськогосподарського виробництва добилися трудівники колгоспу ім. XX з'їзду КПРС. Комбайнер цього колгоспу М. Д. Лаврик щорічно намолочують по 6-7 тис. цнт зерна.
У 1966—1970 рр. в обох колгоспах вирощено і зібрано по 23-26 цнт зерна, по 230—260 цнт цукрових буряків з кожного гектара, збільшилося поголів'я худоби. Тільки в колгоспі «Україна» до кінця 1970 р. налічувалося 2, 6 тис. голів великої рогатої худоби, 5,3 тис. свиней і 2,6 тис. овець. Неухильно підвищувалася продуктивність тваринництва. У 1970 р. щодобові прирости молодняку великої рогатої худоби становили: 480 грамів — по колгоспу «Україна» і 850 грамів — по колгоспу ім. XX з'їзду КПРС. Зростали доходи колгоспів. Це дозволило розгорнути будівництво тваринницьких ферм, адміністративних будівель, а також будинків для трудівників колгоспів.
Колектив молочнотоварної ферми № 1 колгоспу «Україна» за дев'ять місяців 1977 надоїв по 2542 кг молока при зобов'язанні 2000; отримав валовий надій молока 3407 цнт при зобов'язанні 2700 цнт. Переможцями стали 12 передовиків сільськогосподарського виробництва, у тому числі доярка колгоспу «Україна» В. К. Тереза, треба по 3249 кг молока від кожної корови, свинарка колгоспу ім. XX з'їзду КПРС В. М. Фесенко, отримала по 18,3 поросяти від однієї свиноматки, птахівниця колгоспу ім. XX з'їзду КПРС М. Г. Галата, що отримала від курки-несучки за 197 штук яєць при зобов'язанні 180, і комбайнер колгоспу «Україна» І. І. Чмир, який на збиранні врожаю 1977 намолотив 7887 цнт зерна при зобов'язанні 6090 центнерів.
Колгоспи Арбузинки — високорозвинені спеціалізовані господарства. Спеціалізація колгоспу «Україна» — м'ясо-молочне тваринництво, а також зернове землеробство. На виробництві яєць і зерна спеціалізується колгосп ім. XX з'їзду КПРС. Якщо середньорічна врожайність зернових у восьмій п'ятирічці в колгоспі ім. XX з'їзду КПРС склала 20,2 цнт з 1 га, у тому числі озимої пшениці — 20,7 цнт, то в десятій п'ятирічці — 22,4 цнт з 1 га, у тому числі озимої пшениці — 27,9 цнт. Відповідно зросли ці показники і в колгоспі «Україна»: середньорічна врожайність зернових — з 21,3 цнт з 1 га у восьмій п'ятирічці до 22,8 цнт в десятій п'ятирічці, а озимої пшениці — з 21,5 цнт до 26,5 цнт з гектара.
Значно підвищилася енергоозброєність колгоспів. Інтенсифікації виробництва сприяє посилення технічної оснащеності господарств. У їх розпорядженні — потужна машинна база. У колгоспі «Україна» нараховується 63 трактора, 19 вантажних автомобілів та 18 комбайнів; в колгоспі ім. XX з'їзду КПРС — 64 трактора, 29 автомобілів, 17 комбайнів. Значну допомогу їм надають шефи — колектив комбінату «Миколаївпромбуд». Тільки в 1980 р. він виконав робіт на 108 тис. рублів.
По-ударному працюють колективи промислових підприємств селища. 330 осіб трудиться в Арбузинському «міжколгоспбуді», створеному в 1960 р. Його бригади споруджують типові приміщення тваринницьких ферм, адміністративні будівлі, житлові будинки.
14 червня 1972 став до ладу Арбузинський міжколгоспний комбікормовий завод, побудований на кошти колгоспів району робочими «міжколгоспбуду». Його потужність — 50 тонн високоякісних кормів в зміну. Колектив заводу виконав план 1978 р. на 155 відсотків. За роки десятої п'ятирічки тут виготовлено 114,1 тис. тонн комбікормів.
На 5 млн руб. виконував щорічно різних робіт і торгових операцій колектив райсільгосптехніці.
У цехах харчосмакової фабрики, створеної в 1978 р. на базі харчокомбінату, виготовлялося щорічно продукції (борошно, олія, безалкогольні напої) на суму більше 1 млн рублів.
На 570 тис. руб. надавало послуг створене в 1979 р. райпобутоб'єднання. За роки десятої п'ятирічки тут було реалізовано побутових послуг на 2303 тис. руб. при плані 2279 тис. рублів.
Завдання десятої п'ятирічки достроково виконали шість підприємств та організацій Арбузинки, 14 цехів і відділів, 8 ділянок, 40 бригад. 880 чоловік рапортували про дострокове завершення особистих п'ятирічок.

### Передовики виробництва
Самовіддана праця передовиків виробництва високо оцінений Батьківщиною. За рішенням бюро райкому Компартії України та виконкому районної Ради народних депутатів колективи райпобутоб'єднання та комбікормового заводу занесені до районної Книги трудової слави. За досягнуті успіхи у виробництві сільськогосподарської продукції 73 колгоспника удостоєні урядових нагород. Лише в колгоспі ім. XX з'їзду КПРС орденом Леніна нагороджені голова правління В. І. Селявін, доярка М. М. Ісаєнко, комбайнер А. А. Ніколаєнко, пташниця Р. І. Чмир, орденом Жовтневої Революції — механізатор М. С. Тищенко, 12 чоловік відзначені орденом Трудового Червоного Прапора, 13 — орденом «Знак Пошани», 9 — медаллю «За трудову доблесть», 5 — медаллю «За трудову відзнаку». Пташниця колгоспу М. Г. Галата нагороджена золотою медаллю Виставки досягнень народного господарства СРСР. У колгоспі «Україна» ордена Леніна удостоєні доярка Є. В. Омельченко, ланкова Є. П. Бєлошкурський, механізатор Н. А. Артюх, бригадир комплексної бригади № З А. Є. Тищенко, ордена Трудового Червоного Прапора — дев'ять осіб, у тому числі голова колгоспу С. А. Фесенко, доярка Є. С. Шарата, ланковий П. І. Шарата, ордена «Знак Пошани» — вісім чоловік, медалей «За трудову відзнаку» та За трудову доблесть" — сім чоловік. Ювілейною медаллю "За доблесну працю. В ознаменування 100-річчя з дня народження Володимира Ілліча Леніна "відзначені 156 Арбузинського колгоспників і 29 робочих райсільгосптехніці.

### Радянська інфраструктура
1967 р. Арбузинку віднесено до категорії смт.
Змінився, особливо за останні роки, зовнішній вигляд Арбузинки. Побудовані нові будівлі райкому Компартії України та виконкому районної Ради народних депутатів, вузла зв'язку, районного відділення держбанку, аптеки, універмагу, готелю, широкоформатного кінотеатру на 450 місць. Споруджено 88 житлових будинків площею 55 тис. м², прокладено 28 км водогону. Здані в експлуатацію нові приміщення середньої школи та дитячого садка. За роки десятої п'ятирічки упорядкований центр селища, збудовано новий стадіон «Колос» на 5 тис. місць.
Арбузинка пов'язана з населеними пунктами району та області автобусним сполученням. Вона повністю електрифікована і радіофікована. Працюють радіовузол, вузол зв'язку, автоматична телефонна станція, ощадна каса, будинок побуту.
До послуг жителів селища — універмаг, 27 магазинів. Є ресторан на 64 місця, кафе «Веселка» на 52 місця, 2 їдальні, кондитерський цех, буфети, сезонні ларьки.
Значна увага приділяється охороні здоров'я трудящих. У новій районній лікарні на 210 ліжок, оснащеної новітнім обладнанням, трудяться 34 лікаря та 101 працівник середньої медичної кваліфікації. Функціонують жіноча консультація, дві аптеки. Є санепідстанція. У п'яти дошкільних установах Арбузинки виховуються 555 дітей.
Багато чого зроблено для розвитку народної освіти. Працюють дві середні школи з групами продовженого дня, а також вечірня та заочна середні школи сільської та робітничої молоді. У них 110 педагогів навчають 1,7 тис. учнів. Більше 60 дітей колгоспників — випускників Арбузинського шкіл — в 1979/80 навчальному році навчалися у вузах і технікумах. Відкрито в 1963 р. училище механізації сільського господарства (розпорядженні навчальним корпусом на шість класів і педагогічним кабінетом) за 16 років підготувало і випустило 5,4 тис. механізаторів. У міжшкільному комбінаті виробничого навчання і професійної орієнтації старшокласників вісім викладачів-майстрів щорічно навчають більше 500 учнів шести спеціальностей (автосправи, тракторному, будівельному, швейної справи та ін.) Діє музична школа, у якій займається 50 учнів. Неухильно зростає кількість фахівців з вищою і середньою спеціальною освітою. Тільки за роки десятої п'ятирічки число фахівців сільського господарства в селищі збільшилася з 78 до 93, у тому числі з вищою освітою — з 16 до 24 осіб.
Значну культурно-освітню роботу ведуть районний будинок культури з залом на 500 місць та два колгоспних клубу із залами на 200 і 300 місць. При будинку культури діють хоровий, музичний, танцювальний та інші гуртки художньої самодіяльності, активну участь в яких бере понад 220 юнаків і дівчат. В кінотеатрі п'ять разів на тиждень демонструються кінофільми. Працюють шість бібліотек з фондом 54 тис. книг, музей бойової слави на громадських засадах. Міцно увійшли в побут трудящих нові обряди — урочисте посвячення в колгоспники і робітники, реєстрація шлюбів та новонароджених, проводи в Радянську Армію. Регулярно проводяться свята врожаю, вшанування передовиків виробництва.
У 1971 р. радянською владою було споруджено меморіальний комплекс на честь земляків, що загинули під час Другої світової війни в складі військових формувань СРСР.
Активну роботу проводили п'ять первинних організацій товариства «Знання», у яких налічувалось 128 лекторів, 19 первинних організацій Українського товариства охорони пам'яток історії та культури, які об'єднують 2,1 тис. членів, і 16 первинних організацій товариства книголюбів Української РСР (1229 членів). З 1930 року в Арбузинці виходить газета «Нове життя» (до 1967 року — «Соціалістична перемога») — орган райкому Компартії України та виконкому районної Ради народних депутатів.
У складі селищної Ради народних депутатів було 75 депутатів, у тому числі 43 робітників, 15 колгоспників і 17 службовців. Серед них — 37 депутатів — жінки. Вісім постійних комісій Ради, у яких поряд з депутатами працюють 42 активіста селища. Бюджет селищної Ради в 1980 р. становив 271,4 тис. руб. З них на охорону здоров'я витрачено 6,6 тис. руб., на народну освіту — 207,8 тис. руб., на розвиток культури — 11,3 тис. руб., на благоустрій — 30 тис. руб. Крім того, з районного бюджету на потреби охорони здоров'я було асигновано 531,2 тис. руб., народної освіти — 412,2 тис. руб., на розвиток культури — 60 тис. руб., на благоустрій селища — 17,6 тис. рублів.

### Сучасність
Працює дитяча музична школа, будинок дитячої та юнацької творчості.
З містом Миколаєвом всі села селищної ради мають автобусне сполучення. Здійснюється по 3 рейси на день.
Арбузинська ЗОШ I-III ступенів № 1. У школі навчається 205 учні. Розрахована на 350 учнів. Школа заснована в 1898 році. Арбузинська ЗОШ № 2 імені Т. Г. Шевченка. У школі навчається 272 дітей, розрахована на 420 учнів.
Працює ДЮСШ. 18 груп початкової підготовки. В них 320 вихованців.
Арбузинська ЦРЛ. Лікарня розрахована на 110 ліжок, у тому числі хірургія — 40 ліжок; гінекологія, неврологія, дитяча, пологове, інфекційне по 10 ліжок; терапевтичне -20 ліжок. В лікарні функціонує відділення анестезіології та реанімації, денний стаціонар на 28 ліжок, кабінет функціональної діагностики, ЛФК, рентген-кабінет, стоматологічне відділення, швидка допомога.
Арбузинський районний будинок культури, директор Подгородецька Тетяна Миколаївна, побудовано в 1959 році на 500 місць.
Арбузинський навчально-виховний комплекс «Пролісок» — керівник Гульдас Алла Віталіївна. У комплексі навчається — 220 учнів та 154 дошкільнят. Розрахований на 360 дітей.
Аграрний ліцей. Директор Петренко Людмила Миколаївна. Ліцей розрахований на 450 учнів, навчається 301. Основні спеціальності: кухар-офіціант — бармен, кухар, тракторист сільськогосподарського виробництва, слюсар-ремонтник, продавець-обліковець, лаборант хімбаканалізу, оператор комп'ютерного набору.
Центральна районна бібліотека. Директор Долінська Світлана Михайлівна. Книжковий фонд 44052 примірники. Бібліотеку відвідують 3 тис. читачів дорослих та 1701 дітей.
Територіальний центр соціального обслуговування (надання соціальних послуг) Арбузинського району — Директор Резніченко Алла Михайлівна. Обслуговує 46 чоловік, соціальних працівників — 5.
Комунальне підприємство Арбузинський комбінат комунальних послуг. Директор Івко Олександр Сергійович. На підприємстві працює 5 чоловік.
ТОВ «Арбузинська харчосмакова фабрика». Директор Сухарський Павло Миколайович. Основні види діяльності: виробництво та реалізація олії, борошна, круп.
Кооперативне підприємство «Колосок». Директор Опацький Віктор Пилипович. Основний вид діяльності — випічка, реалізація хлібобулочних та кондитерських виробів, торгівля продовольчими товарами.
На території селищної ради основні сільгосптоваровиробники ДП «Миколаївське» директор Філіпішин Сергій Борисович.

## Населення
- 1923 — 7663[7]
- 1939 — 6722 мешканців.
- 1959 — 7171
- 1970 — 7569
- 1979 — 8341
- 1989 — 8178 мешканців[8].
- 2001 — 7416 мешканців.
- 2011 — 6457
- 2021 — 6086

### Мова
Рідна мова населення за даними перепису 2001 року:
| Мова       | Чисельність, ос. | Доля     |
| ---------- | ---------------- | -------- |
| Українська | 6 918            | 93,70 %  |
| Російська  | 287              | 3,89 %   |
| Молдовська | 110              | 1,49 %   |
| Інші       | 68               | 0,92 %   |
| Разом      | 7 383            | 100,00 % |

## Персоналії
- Єпископ Іоанн (Гавриїл Якович Леончук; 1866—1947) — єпископ Константинопольської православної церкви (з 1945 по 1946 рік — єпископ Російської православної церкви з титулом єпископ Сергієвський, вікарій Московської єпархії).
- Каздоба Прохор Сергійович (1867, с. Гарбузинка — †07.1939, в'язниця м. Вологди, РРФСР) — заможний селянин, учасник українського руху опору проти більшовиків, репресований в 1920 і 1929 рр.
- Кукша Одеський (1875—1964) — схиігумен Російської православної церкви, святий Української православної церкви.
- Косячний Петро Максимович (1897—1937) — український організатор кіновиробництва і державний діяч. Директор Київської кінофабрики 1930—1931 років. Репресований 1937 року.
- Сердюк Зиновій Тимофійович (1903—1982) — український радянський партійний і державний діяч. Герой Соціалістичної Праці.
- Каздоба Кузьма Прохорович[10] (1907, х. Новий Ставок, Гарбузинська вол. — †?, Австралія) — репресований в 1929 р., письменник, автор книги спогадів «Заметений шлях» (Мюнхен, 1974) про долі гарбузинських селян, розкуркулених в період 1929-31 рр.
- Торжинський Іван Олексійович (1915—2000) — радянський танкіст, учасник Другої світової війни, Герой Радянського Союзу.
- Марущак Віра Іванівна (21 листопада 1949) — українська письменниця, прозаїк, журналіст, вчитель, бібліотекар. З січня 2018 р. — голова Миколаївської обласної організації НСПУ.
- Чмирь Сергій Михайлович (4 червня 1961) — український політик. Член СПУ; колишній народний депутат України.
- Закерничний Олександр Вікторович (1989—2015) — лейтенант Збройних сил України, учасник російсько-української війни.